# Cotarsina fleissiana
Cotarsina fleissiana là một loài bướm đêm trong họ Noctuidae.